# کویا کیتاگاوا
کویا کیتاگاوا (انگلیسی: Koya Kitagawa؛ زادهٔ ۲۶ ژوئیهٔ ۱۹۹۶) بازیکن فوتبال اهل ژاپن است.
از باشگاه‌هایی که در آن بازی کرده‌است می‌توان به باشگاه فوتبال شیمیزو اس-پالس اشاره کرد.
وی همچنین در تیم ملی فوتبال ژاپن بازی کرده‌است.